# División Río Inferior
La división Río Inferior (en inglés: Lower River) es una de las cinco divisiones administrativas en las que se organiza la República de Gambia. Su capital es la ciudad de Mansa Konko.

## Demografía
La División de Río Inferior tiene una superficie de 1618 kilómetros cuadrados. Según el censo de 2008, la  población era de 74 580 habitantes y la densidad poblacional, de 46 habitantes por kilómetro cuadrado. En el censo de 2013, la población ascendía a 82 361 habitantes, con lo que la densidad poblacional había pasado a ser de 51 habitantes por kilómetro cuadrado.
En 2003, la tasa de mortalidad infantil era de 96 por cada mil nacimientos y la mortalidad de menores de cinco años era de 137 por cada mil nacimientos. En ese mismo año, el 19,8 % de la población vivía por debajo del umbral de pobreza.
La tasa de alfabetización de la provincia era de 69,3 %, por encima de la media nacional, que se encuentra en el 62,9 %. La tasa neta de matriculación en la educación primaria era del 65 %, los niños que ingresaban al primer grado de la escuela primaria y llegaban al último grado de la educación primaria eran el 96 % y la proporción entre niños y niñas en la educación primaria, secundaria y terciaria era de 1,13 en 2007.

## Distritos
La División de Río Inferior se subdivide en seis distritos, a saber:
- Jarra Central
- Jarra East
- Jarra West
- Kiang Central
- Kiang East
- Kiang West